# 拕穆齊圖
拕穆齊圖（?—?），為中國清朝官員，本籍蒙古鑲藍旗，號衡山。他於1752年（乾隆17年）奉旨擔任福建分巡台灣道，為台灣清治時期這階段的地方統治者。